# Midway Games

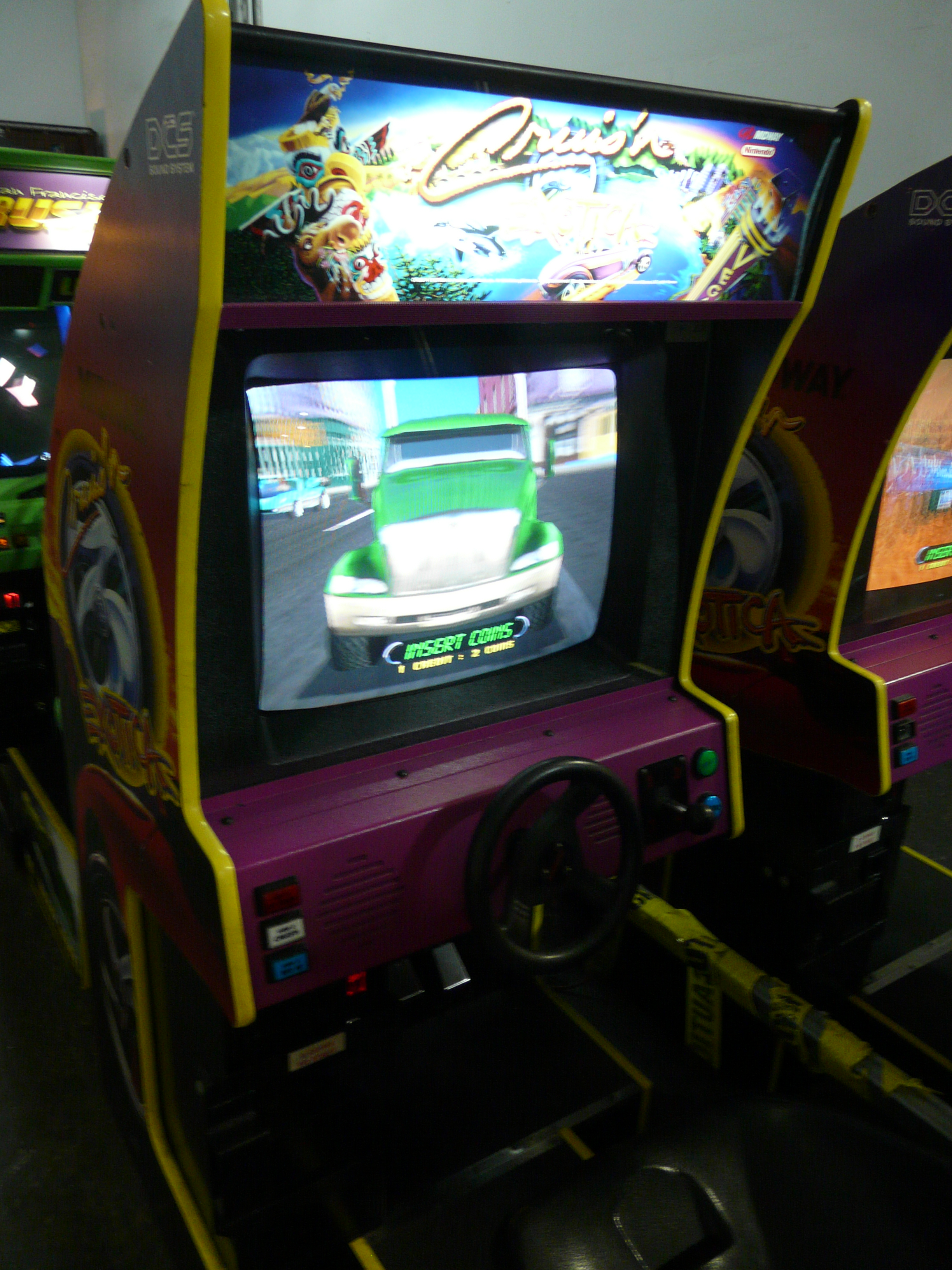
Gra Cruis'n wyprodukowana przez Midway Games

Midway Games – przedsiębiorstwo istniejące w latach 1988–2009. Zajmowało się produkcją gier komputerowych, a wcześniej także flipperów i automatów do gry. Spółka wyprodukowała m.in. cykl gier Mortal Kombat. W 2009 roku przedsiębiorstwo ogłosiło bankructwo, a jego własność intelektualna została przejęta przez Warner Bros. W 2010 utworzono przedsiębiorstwo NetherRealm Studios, które kontynuowało produkcję serii Mortal Kombat.